# 芽胞湿地藓
芽胞湿地藓（学名：Hyophila propagulifera）为丛藓科湿地藓属下的一个种。